# 文冠果属
文冠果属是无患子科下文冠果亞科的唯一一个属，为落叶灌木或小乔木植物。该属現時仅有文冠果（Xanthoceras sorbifolium）一种，分布于中国西北部至东北部。